# Plounéour-Brignogan-Plages
Plounéour-Brignogan-Plages – gmina we Francji, w regionie Bretania, w departamencie Finistère. W 2013 roku liczba ludności wynosiła 1989 mieszkańców. 
Gmina została utworzona 1 stycznia 2017 roku z połączenia dwóch ówczesnych gmin: Brignogan-Plages oraz Plounéour-Trez. Siedzibą gminy została miejscowość Brignogan-Plages.